# Most Seri Wawasan
Most Seri Wawasan je eden glavnih mostov v načrtovanem mestu Putradžaja, novem (2001) malezijskem zveznem ozemlju in upravnem središču. Ta futuristični asimetrični most s poševnimi zategami z naprej nagnjenim pilonom ima videz jadrnice, ki je ponoči poudarjen s spremenljivo barvno osvetlitvijo. Most, imenovan tudi most št. 9, prečka jezero Putradžaja, umetno jezero, ki zagotavlja naravno hlajenje in povezuje območje 2 na otoku Core, kjer so glavne vladne stavbe, s stanovanjskim območjem območja 8. in 9.

## Opis
Most Seri Wawasan je vzdolžno asimetričen škatlasto-gredni most s poševnimi zategami in betonskim/jeklenim pilonom v obliki obrnjenega Y, visokim 96 metrov. Glavni razpon, dolg 165 metrov, je podprt s 30 pari sprednjih opornih kablov, zasidranih na 75° naprej nagnjenem pilonu in na zunanjih robovih mostne plošče, razporejenih v pahljačastem vzorcu. Za protiutež tem sprednjim opornikom je bila uporabljena kombinacija 21 parov hrbtnih opornikov za kable in hrbtne vezi iz strukturnega jekla. Zadnji opornik, zasidran na (naslednji) najvišji točki stebra, je zasidran na ukrivljeni točki sidrišča hrbtnega opornika (naslednji) najbližje pilonu, kar ustvarja križni vzorec s stranske višine, ki prispeva k estetiki mostu. Celotna zapletenost hrbtne strukture pa je lahko estetsko moteča. Poševni betonski pilon in zaledja so zasidrana v temelje z vrtanimi piloti izven cestišča v bloku 8.
Most nosi dvojno tripasovno vozišče širine 18,6 m, sestavljeno iz pasov širine 3 x 3,5 m, bankine 0,5 m, robnega pasu 0,5 m. Srednji ločilni pas je širok 4 m, pešpot in kolesarska steza pa 5,1 m, kar daje skupno širino 37,2 metra na sredini mostu.

## Galerija
- Most Seri Wawasan ponoči
- Otok Core, območje 2 (levo), most Seri Wawasan (sredina), območje 8 (desno)